# جواد بن سعد الكاظمي
محمد جواد بن سعد الكاظمي عرف بلقب فاضل و محمد الفاضل (؟ - 1655) فقيه شيعي وأديب عراقي. کان من تلامذة بهاء الدين العاملي و برز في الفقه وأصول الفقه كما كان حافظاً للقرآن وراوياً للحديث وبارعاً في العلوم النقلية والعقلية وكذلك كان أديباً شاعراً. «شعره متينٌ واضحُ المعاني ووُجدانيٌّ في الأكثر وفيه تصوُّفٌ ظاهر.»

## سيرته
هو جواد أو محمد جواد بن سعد بن جواد البغدادي الكاظمي. ولد في الكاظمية في أسرة من أهلها ونشأ فيها ثم رحل في مطلع حياته إلى أصفهان أيام حكم الدولة الصفوية وتلقى فيها العلوم على بهاء الدين العاملي ولازمه وفأجازه بهاء الدين.

تولی جواد بن سعد مشيخة الإسلام في مدينة أستر آباد في إيران (جرجان حالياً) ولكنه عزل عنها لمنازعته أهلها فأخرجوه منها، يقال بتحريض منافس له. يقال أن الشاه إسماعيل الصفوي أمره بإخراج من جميع مملكته. وبعد موت الشاه عباس في 1038 هـ / 1628 م عاد جواد بن سعد إلى بغداد. ثم إنه عاد إلى إيران قبل مجيء السلطان مراد العثماني لفتح بغداد 1048 هـ/ 1639 م. عاد فيما بعد إلى بغداد وتوفي فيها سنة 1065 هـ / 1655 م.

## مصنفاته
- مسالك الأفهام إلی آيات الأحكام
- غاية المأمول في شرح زبدة الأصول
- شرح علی خلاصة الحساب
- شرح علی تشريح الأفلاك
- الفوائد العليّةُ في شرح الجعفرية
- واجبات الصلاة وشرحها
- شرح علی دروس الشّهيد